# دانشگاه آموزش و پرورش اندونزی
دانشگاه آموزش و پرورش اندونزی (به لاتین: Indonesia University of Education) یک دانشگاه در اندونزی است که در باندونگ واقع شده‌است.